# Papalote Museo del Niño
Papalote Museo del Niño es un museo interactivo ubicado en la Segunda Sección del Bosque de Chapultepec, en la Ciudad de México, México. Está dedicado principalmente al público infantil y se enfoca en fomentar el aprendizaje a través de experiencias lúdicas e interactivas en torno a la ciencia, la tecnología, el arte y la comunicación. Su objetivo principal es promover el aprendizaje significativo mediante exposiciones y actividades que invitan a los visitantes a explorar, experimentar, participar y reflexionar sobre el mundo que les rodea. El museo busca propiciar un entorno en el que los niños puedan conocer, explicar, vivir, sentir y cuestionar su entorno, favoreciendo así su desarrollo integral.

## El edificio
El arquitecto Ricardo Legorreta diseño el edificio utilizando formas geométricas (esferas, rectángulos y triángulos), además que se usaron azulejos tradicionales mexicanos. El edificio fue diseñado para que los niños puedan interactuar, experimentar y tocar. Los murales en techos y paredes fueron realizados por niños.

## Áreas
El museo se divide en cinco grandes áreas temáticas: El viaje inicia, Mi cuerpo, México vivo, Mi hogar y mi familia, Laboratorio de Ideas y Mi ciudad. Cada una cuenta con un espacio para los más pequeños (0 a 5 años de edad) donde se estimulan sus habilidades e inteligencias a través de exhibiciones creadas especialmente para ellos y de acuerdo a la temática de cada área.  La Sala de Exhibiciones Temporales, el Domodigital y el jardín exterior también forma parte de la oferta educativa del Museo.

## Los cuates
Son los guías educativos de Papalote. Son jóvenes estudiantes de carreras universitarias afines a los temas del Museo, que desarrollan una labor muy importante en Papalote. Su labor es el uso de la mediación para llegar a un aprendizaje por medio del juego y la relación con la experiencia y el conocimiento del visitante, a la vez que lo vincula con las exhibiciones del lugar.

## Recurso educativo

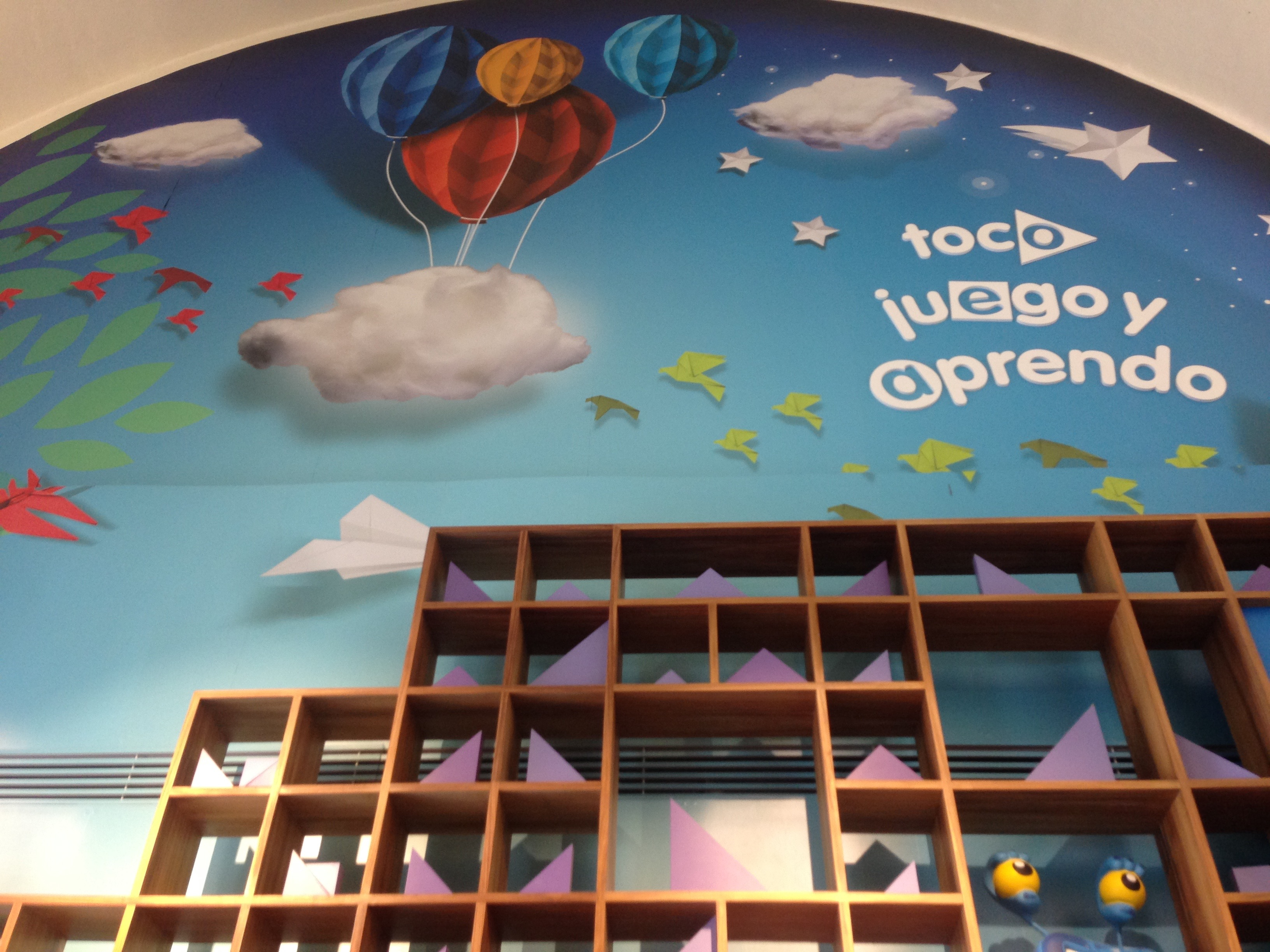
Papalote Museo del Niño

La importancia del Papalote Museo del Niño en la enseñanza-aprendizaje parte de la educación no formal siendo así un espacio de transformación y encuentro que permite romper con la idea de que solo en las aulas se puede dar esto.
El recinto museográfico a través de sus salas que cuentan con material didáctico desarrollados desde un enfoque que promueve el aprendizaje y permite llegar a la población en general de manera atrayente. Propicia que el aprendizaje se vaya construyendo a través del tiempo.
El así como se puede considerar un espacio de posibilidades en donde no solo aprenden, sino que fomenta un pensamiento crítico ya que la información llega de diversas maneras generando una reflexión frente a lo que se dice y lo que existe en el contexto de cada persona; así como una autoconciencia de lo que saben los niños y lo que pueden conocer; formando así personas activas y críticas ante sus contextos.

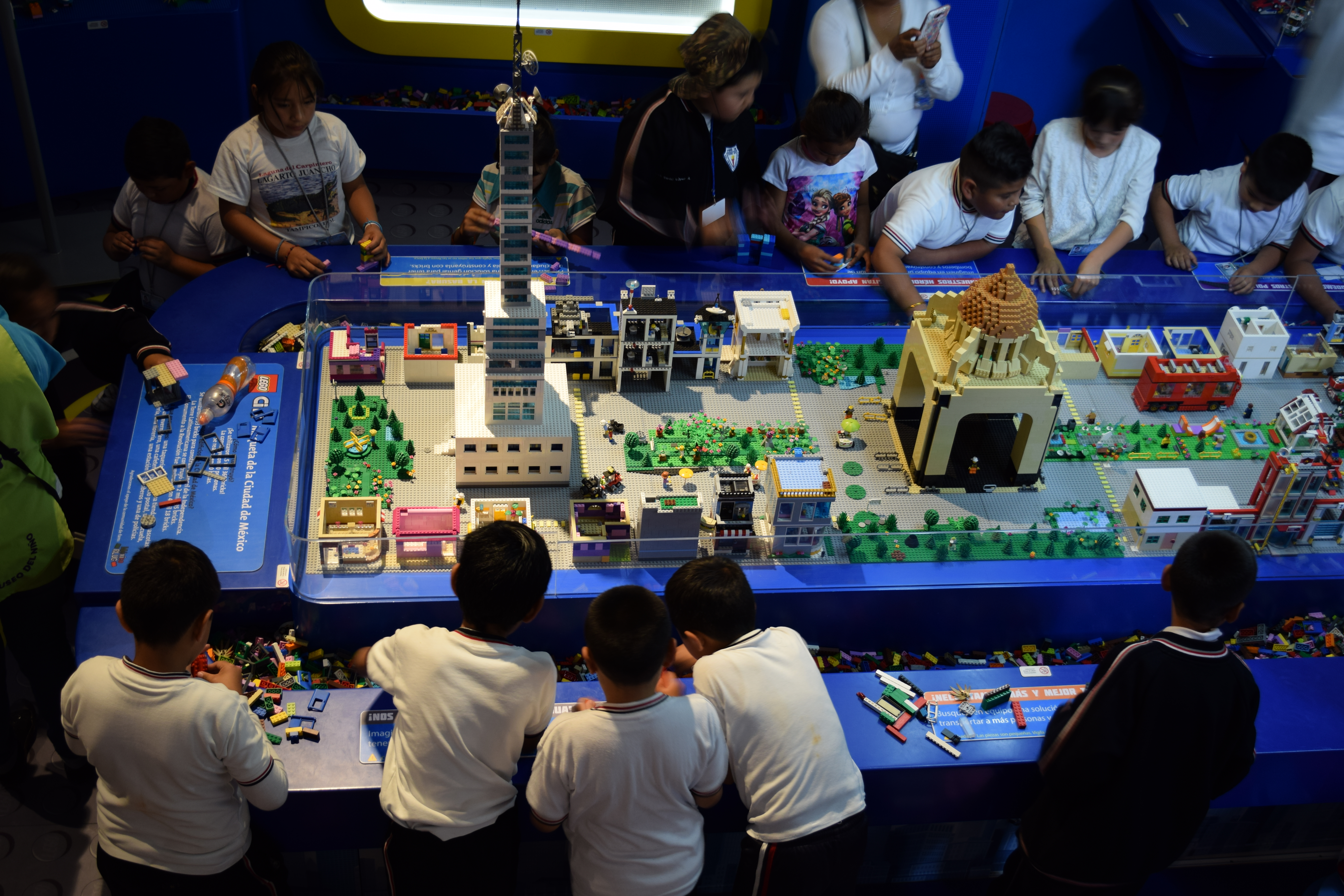
Niños jugando dentro del Museo

Dicho museo se enfoca más en la infancia el cual permite que se pueda construir una puerta al conocimiento.  Ya que, si bien existen diversas herramientas educativas pensadas en el desarrollo de niños y adolescentes y que a partir de las mismas favorecen sus capacidades cognitivas, sociales, motoras, físicas, del lenguaje y potencializan la capacidad de la creatividad y resolver problemas. Es importante considerar que es a través del juego donde también los niños aprendan y esto es posible gracias a las diversas salas con las que cuenta, las cuales despiertan en ellos y ellas la imaginación, curiosidad y están asociadas a temas que fortalecen el conocimiento que pueden ir adquiriendo en las aulas y la vida diaria.

## Otras sedes
Papalote Museo del Niño, tiene otras sedes:
- Papalote Museo del Niño Monterrey
- Papalote Cuernavaca